# Josef Wendel
Pour les articles homonymes, voir Wendel.
Josef Wendel (né le 27 mai 1901 à Blieskastel en Sarre, Empire allemand et mort le 31 décembre 1960 à Munich) est un cardinal allemand de l'Église catholique du XXe siècle, créé par le pape Pie XII.

## Biographie
Josef Wendel étudie à Spire et à Rome, fait du travail pastoral dans le diocèse de Spire et est directeur de la Caritas locale. Il est élu évêque titulaire de Lebessus et évêque coadjuteur de Spire en 1941, où il succède en 1943. En 1952, il est promu à l'archidiocèse de Munich et Freising.
Le pape Pie XII le crée cardinal  lors du consistoire du 12 janvier 1953. En 1956, il devient aussi ordinaire catholique de la Bundeswehr nouvellement créée. Wendel participe au conclave de 1958, lors duquel Jean XXIII est élu pape.